# Footprint (Gary Wright)
Footprint è il secondo album del cantante Gary Wright, pubblicato dalla A&M Records nel 1971. 

## Tracce
1. Give Me the Good Earth – 3:17
2. Two Faced Man – 3:40
3. Love to Survive – 3:10
4. Stand for Our Rights – 3:32
5. Fascinating Think – 4:55
6. The Wrong Time – 3:19
7. Forgotten – 4:02
8. If You Treat Someone Right – 4:50